# Konecchlumí
Konecchlumí är en ort i Tjeckien. Den ligger i den centrala delen av landet, 80 km öster om huvudstaden Prag. Konecchlumí ligger 281 meter över havet och antalet invånare är 311.
Terrängen runt Konecchlumí är platt åt sydväst, men åt nordost är den kuperad. Runt Konecchlumí är det ganska tätbefolkat, med 70 invånare per kvadratkilometer. Närmaste större samhälle är Jičín, 9,9 km väster om Konecchlumí. Trakten runt Konecchlumí består till största delen av jordbruksmark.